# Heinrich Uhlendahl
Heinrich Uhlendahl (* 4. März 1886 in Borbeck; † 28. Dezember 1954 in Leipzig) war ein deutscher Bibliothekar und von 1924 bis 1954 als Direktor beziehungsweise Generaldirektor Leiter der Deutschen Bücherei in Leipzig.

## Leben
Heinrich Uhlendahl war Sohn eines katholischen Eisenbahnstationsassistenten. Er hatte zwei Brüder. Nach dem Tod des Vaters im Jahr 1891 heiratete die Mutter später den Bahnhofsvorsteher Franz Tannewitz, Vater von Anna Tannewitz.
Uhlendahl besuchte das Königliche Gymnasium (heute Quirinus-Gymnasium) in Neuss und legte dort 1905 sein Abitur ab. Ein Mitschüler war Joseph Frings. Anschließend studierte Uhlendahl Germanistik, Geschichte und Philosophie an den Universitäten in Berlin und Münster, wo er am 3. April 1912 (Rigorosum) mit einer Arbeit über Heinrich Heine und E. T. A. Hoffmann promovierte (Note: cum laude). Im Oktober 1914 bestand er das philologische Staatsexamen für das Lehramt an höheren Schulen. Es folgte die ihn prägende Militärzeit als Feldartillerist während des Ersten Weltkrieges. Er stieg vom einfachen Soldaten zum Leutnant und Batterieführer auf und wurde dreimal verwundet. Am 23. Dezember 1918 wurde Uhlendahl entlassen und trat am 6. Januar 1919 als Freikorpskämpfer in eine Artillerieabteilung der Garde-Kavallerie-Schützen-Division ein, mit der er an der Bekämpfung der Berliner Unruhen im Januar 1919 beteiligt war. Am 23. Januar 1919 begann das Volontariat an der Preußischen Staatsbibliothek, das durch eine weitere Freikorpstätigkeit im März 1919 unterbrochen wurde. Im März 1920 schied er endgültig aus der Reichswehr aus.
Im Mai 1920 bestand Uhlendahl seine bibliothekarische Fachprüfung mit dem Prädikat ausreichend und wurde Bibliotheksassistent. Innerhalb von rund 2,5 Jahren stieg er zum Bibliotheksrat auf und wurde im Oktober 1923 Assistent des Direktors Fritz Milkau. Ab dem 1. Oktober 1924 leitete Uhlendahl die Deutsche Bücherei in Leipzig. Er baute das System der Deutschen Nationalbibliografie auf, in deren verschiedenen Reihen das von der Deutschen Bücherei möglichst vollständig gesammelte Schrifttum der deutschsprachigen Länder verzeichnet wurde. Von 1924 bis 1928 war er stellvertretender Vorsitzender des Vereins Deutscher Bibliothekare, außerdem zählte er zu den Mitbegründern der IFLA. Er war Beisitzer der obersten Prüfstelle, die 1927 nach dem Inkrafttreten des Gesetzes zur Bewahrung der Jugend vor Schund- und Schmutzschriften an der Deutschen Bücherei eingerichtet worden war.

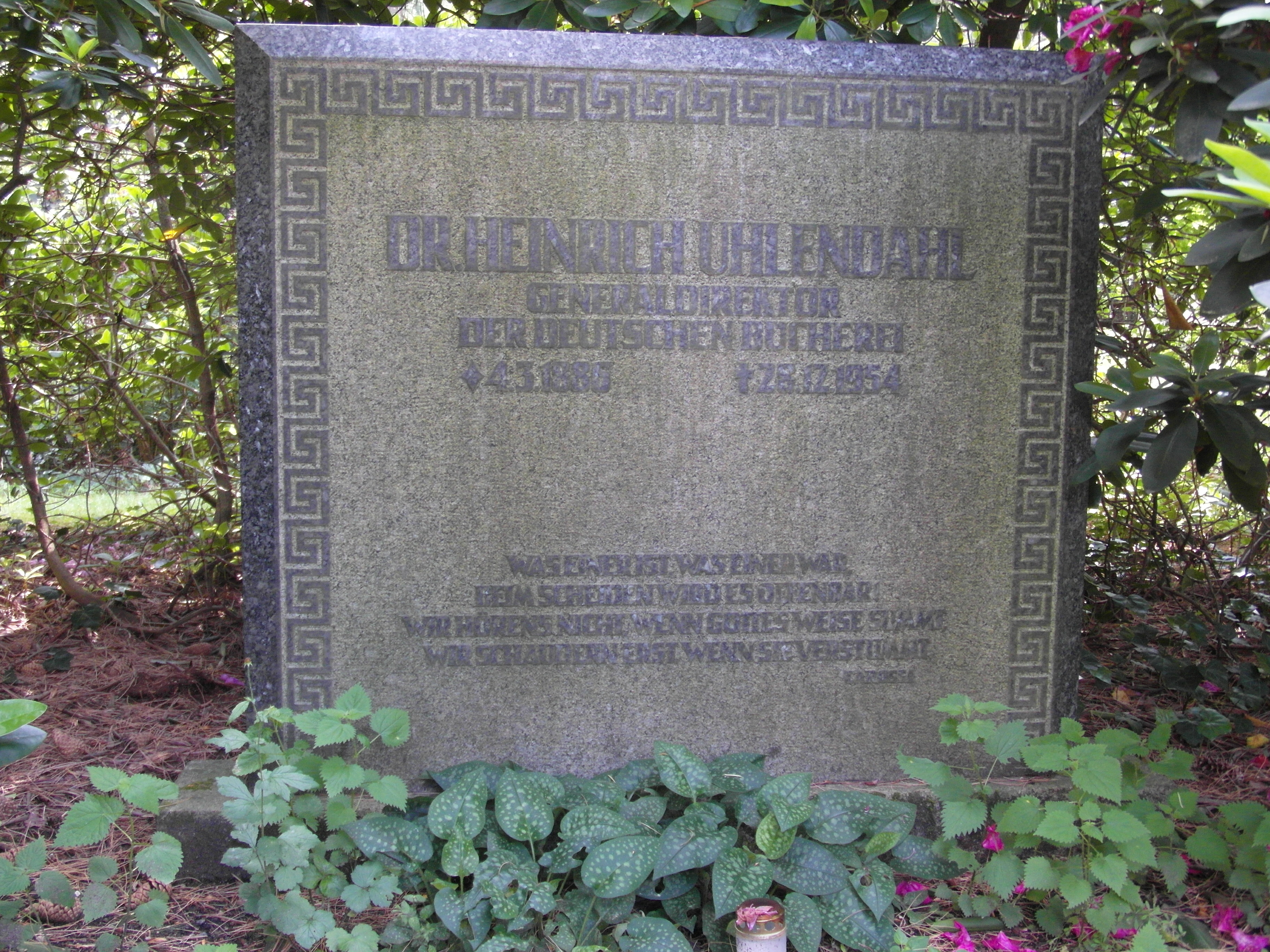
Grabstätte Heinrich Uhlendahl auf dem Südfriedhof in Leipzig

Uhlendahl zählte zu den Personen, die am 11. Juni 1929 den Rotary Club Leipzig gründeten. Auf Uhlendahls Initiative ging 1931 die Gründung eines Zentralarchivs für den damaligen deutsch-österreichischen Rotary-Distrikt  73 zurück. Das von ihm eingerichtete Rotary-Archiv in der Deutschen Bücherei in Leipzig bildet den einzigen geschlossenen Bestand an Clubakten aller deutschen und österreichischen Rotary Clubs der Zwischenkriegszeit. Das Archiv sammelte das gedruckte oder vervielfältigte Material aller Clubs, insbesondere die Wochenberichte. Es wurde durch Sonderkataloge und eine Rotary-Bibliographie, die alle Schriften sowie die wichtigen Zeitschriftenaufsätze, die umfangreicheren Beiträge aus den Wochenberichten der Clubs und die Presseartikel verzeichnete, erschlossen.
Fünf Monate nach der „Machtergreifung“ wurde er von der Gestapo im Juni 1933 aufgrund einer Denunziation seines Amtes enthoben und für drei Tage verhaftet, aber am 1. Juli wieder eingesetzt. Im September 1933 trat er der NS-Kulturgemeinde bei und im November 1933 dem Stahlhelm. 1934 wurde er als Mitglied des Stahlhelms in die SA überführt und 1935 in die SA-Reserve. Diese musste er 1938 auf Druck der Leipziger NSDAP-Kreisleitung verlassen. Zusätzlich gehörte er ab April 1934 der Nationalsozialistischen Volkswohlfahrt (NSV) an.
1938 wurde Uhlendahl zum Generaldirektor der Deutschen Bücherei ernannt, die seit dem 30. Juni 1933 dem Reichsministerium für Volksaufklärung und Propaganda unterstellt war.
Man sagte von dem Junggesellen Uhlendahl, er sei mit seiner Bibliothek verheiratet. Dabei schätzte er durchaus die Geselligkeit: Ende der 1930er-Jahre war er Mitglied in 43 Vereinen.
Während des Zweiten Weltkrieges konnte er die Bestände der Bibliothek durch rechtzeitige Auslagerung vor Zerstörungen bewahren.
Am 29. November 1945 wurde Uhlendahl als Leiter der Deutschen Bücherei durch die Sowjetische Militäradministration bestätigt. Er war der einzige Leiter einer wissenschaftlichen Bibliothek in der SBZ, der schon vor 1945 sein Amt innehatte.
In der Nachkriegszeit gehörte er in der DDR dem Wissenschaftlichen Beirat des Bibliothekswesens an, wurde Leiter der Bibliothekskommission für Bibliographie und Dokumentation und unterstand dem Staatssekretär für Hochschulwesen. 1951/52 überstand er aufgrund seines Ansehens in der Bundesrepublik Deutschland und der dortigen neuen Konkurrenz Deutsche Bibliothek den Versuch einiger SED-Funktionäre, ihn von seinem Direktorenposten zu entfernen. Uhlendahl starb im Alter von 68 Jahren an einem Herzinfarkt. Während seiner Amtszeit wurden der Buchbestand und die Dienstleistungen der Deutschen Bücherei stetig ausgebaut, die Zahl der Mitarbeiter stieg von 50 auf 300.
Sören Flachowsky schreibt zu Uhlendahl unter anderem: „In den schriftlichen Überlieferungen Uhlendahls sind kaum Äußerungen vorhanden, die konkreten Aufschluss über seine politische Einstellungen geben.“ „Gegenüber Juden hatte er latente, aber keineswegs radikale Vorbehalte.“

## Ehrungen
Am 26. September 1932 verlieh Reichspräsident Paul von Hindenburg Uhlendahl anlässlich des 20-jährigen Bestehens der Deutschen Bücherei die Goethe-Medaille für Kunst und Wissenschaft. Unter Adolf Hitler wurde er mit dem Treuedienst-Ehrenzeichen und 1954 anlässlich des 5. Jahrestages der Gründung der Deutschen Demokratischen Republik durch den Staatspräsidenten Wilhelm Pieck mit dem Vaterländischen Verdienstorden in Silber ausgezeichnet. 1951 erhielt er von der Universität Leipzig die Ehrendoktorwürde.

## Werke
- Als wir jüngst in Regensburg waren: eine literarhistorische Skizze. Propyläen, Berlin 1924
- Etwas von der Kameliendame: was nicht bei Dumas steht. Poeschel & Trepte, Leipzig 1929
- Bibliotheken gestern und heute. VDI-Verlag, Berlin 1932